# Tsuruta
Tsuruta (jap. 鶴田町 Tsuruta-machi) – miasto w Japonii, na północy Honsiu, w prefekturze Aomori, w powiecie Kitatsugaru. Ma powierzchnię 46,43 km². W 2020 r. mieszkały w nim 12 074 osoby, w 4 233 gospodarstwach domowych  (w 2010 r. 14 270 osób, w 4 386 gospodarstwach domowych) .

## Geografia
Miasteczko położone jest w środkowo-zachodniej części prefektury, nad rzeką Iwaki u nasady półwyspu Tsugaru. Zajmuje powierzchnię 46,43 km².
Przez Tsurutę przebiegają: droga krajowa 339 oraz linia kolejowa Gonō-sen ze stacjami Tsurudomari i Mutsu-Tsuruda.

Tsuruta w prefekturze Aomori

## Demografia
Według danych z października 2011 roku miasto zamieszkiwało 14 013 osób, w tym 6 586 mężczyzn i 7 427 kobiet, tworzących 5 325 gospodarstw domowych.
| 1995   | 2000   | 2005   | 2010   | 2015   | 2020   |
| ------ | ------ | ------ | ------ | ------ | ------ |
| 16 126 | 15 795 | 15 218 | 14 270 | 13 392 | 12 074 |